# Liščí díra
Jeskyně Liščí díra tvoří spolu s jeskyní Na Turoldu systém více než 2 km chodeb, síní a dómů.
Vrch Turold se nachází v CHKO Pálava. V okolí se nachází několik dalších jeskyní - Pod vrcholem, Desetimetrovka, Damoklova jeskyně a Na Turoldu.